# Cap de dona (Fidel Aguilar)
Cap de dona és un dibuix fet per Fidel Aguilar que es conserva exposat des del 1998 a la sala 18 del Museu d'Art de Girona.

## Descripció
Es tracta d'un dibuix fet en carbó sobre paper que mesura 31,7 x 22 cm. L'obra mostra un cap de dona sostingut per un ample i ferm coll, el cap lleugerament inclinat mirant cap a l'esquerra. Unes faccions perfectament resseguides mostren uns ulls ben oberts, uns llavis molsuts i ben definits, els cabells llargs i rinxolats, sembla tot plegat un esbós per una futura escultura. En l'actualitat està comercialitzat el Cap de dona en format d'escultura als tallers de Can Marcó de Quart.

## Restauració
Cap de dona va tenir un acurat i laboriós procés de restauració l'any 1997 amb el patrocini d'Amics del Museu d'Art.

## Anàlisi
En Narcís Comadira descriu l'obra de l'autor com a modernista amb un classicisme amb aires nòrdics que ell sabé barrejar amb un cert barroc i amb la pell sensual d'una negressa. Alexandre Cirici manifestà que en Fidel Aguilar és una de les personalitats més important de la història de l'escultura moderna al nostre país. En Narcís-Jordi Aragó i Masó referint-se a Cap de dona, diu que aquesta noia, tan jove i tan madura alhora, no hauria ni de redreçar el cap per obrir un moment els llavis i repetir l'aforisme d'Hipòcrates: «ars longa, vita brevis».